# Marcel Vašinka
Marcel Vašinka (* 2. října 1954 Pardubice) je český herec.

## Život

### Rodinný a partnerský život
Otcem Marcela Vašinky byl herec Vlastimil Vašinka. Jeho strýc z matčiny strany byl herec Jaroslav Švehlík a jeho druhý strýc Alois Švehlík a bratranec David Švehlík jsou rovněž herci. V Marcelových dvou letech se však rodiče rozvedli. Matka pracovala v Praze a Marcel Vašinka se sestrou vyrůstali u prarodičů v Pardubicích. Později se oba přestěhovali za matkou do Prahy. Po studiu nějaký čas žil s kolegyní herečkou. Asi tři desetiletí však žije ve vztahu s režisérem Miroslavem Walterem, s nímž také v roce 2009 uzavřel registrované partnerství.

### Divadlo
Navštěvoval divadelní kroužek už na Lidové škole umění. Po absolutoriu konzervatoře vystudoval herectví i na pražské DAMU. Po ukončení školy se roku 1977 stal členem hereckého souboru Městských divadel pražských, kde zůstal 13 let do roku 1993. Účinkoval mimo jiné v divadelních hrách Mladý muž a bílá velryba, Jak je důležité míti Filipa, Těžká Barbora, Maškaráda nebo Sen noci svatojánské. Poté zůstal bez stálého divadelního angažmá na volné noze. V letech 1999 až 2001 působil v zájezdové divadelní společnosti Háta a v dalších letech s ní pohostinsky spolupracoval. Hrál také např. v Divadle Bez zábradlí.

### Filmové a televizní herectví
V 70. a 80. letech se objevoval ve filmech a televizních seriálech, poprvé v roli studenta ve filmu Plavení hříbat (1975). Po útlumu v 90. letech se od počátku 21. století znovu začal vracet k televiznímu a filmovému herectví, např. v seriálech Četnické humoresky (2000), Pojišťovna štěstí (2004), Vyprávěj (2009), Expozitura (2009) nebo ve filmové komediální trilogii Kameňák (2003, 2004 a 2005), kde hrál komorníka „Džejmse“.

### Dabing
Od 80. let začal působit i v dabingu, poprvé ve filmu Pevnost Apačů v Bronxu (1981, dabing 1983). Po odchodu z Městských divadel pražských se od 90. let postupně stával jeho doménou dabing televizních seriálů, např. Dallas, Dynastie a Sever a Jih. Namluvil otce Brandona Walshe v Beverly Hills 90210, obřího Mosese Hightowera v sérii komediálních filmů Policejní akademie nebo vrchního agenta Leroye „Jethro“ Gibbse ve všech řadách seriálu Námořní vyšetřovací služba. Pravidelně propůjčoval hlas např. Nicolasi Cageovi nebo Richardu Gereovi. V dabingové společnosti MGM je také úpravcem dialogů.
Ve videohře Mafia: Definitive Edition z roku 2020 namluvil postavu mafiánského bosse Dona Salieriho, kterého převzal po zesnulém Antonínu Molčíkovi.

## Divadelní role, výběr
- 1979 T. M. Plautus, J. Knauth: Tlučhuba, Lyrimilos, Městská divadla pražská, režie Ladislav Vymětal

## Filmografie
- Plavení hříbat (1975)
- Den pro mou lásku (1976)
- Dům Na poříčí (1976)
- Kateřina zlé pověsti (1976)
- Marečku, podejte mi pero! (1976)
- Muž na radnici (seriál) (1976)
- Posel dobrých zpráv (1976)
- Mílaři (1977)
- Nemocnice na kraji města (seriál) (1977)
- Podivný výlet (1977)
- Cesta domů (1978)
- Čarovné prstýnky (1978)
- Lakomec (film) (1978)
- Paví král (1978)
- Causa Králík (1979)
- Drsná Planina (1979)
- Druhá první dáma (1979)
- Můj nezapomenutelný zážitek s dítětem (1979)
- Na dvoře vévodském (1979)
- O hruškách ušatkách a jablíčku parožátku (1979)
- Osamělý jezdec (1979)
- Postavení mimo hru (film) (1979)
- Theodor Chindler - Die Geschichte einer deutschen Familie (seriál) (1979)
- Anna proletářka (1980)
- Svítalo celou noc (1980)
- Zlatý náhrdelník (1980)
- Dlouhá bílá stopa (seriál) (1981)
- Dynastie Nováků (seriál) (1981)
- Jak se peče štěstí (1981)
- Pohádka o mokrosuchém štěstí (1981)
- Víkend bez rodičů (1981)
- Malý pitaval z velkého města (seriál) (1982)
- Vítr v kapse (1982)
- Nevěsta z obrázku (1983)
- Rubikova kostka (film) (1984)
- Sen noci svatojanské (divadlo) (1984)
- A co ten ruksak, králi? (1985)
- Slavné historky zbojnické (seriál) (1985)
- Vodník v pivovaře (1985)
- Gottwald (seriál) (seriál) (1986)
- Panoptikum města pražského (seriál) (1986)
- Papilio (1986)
- Pohádka o lidské duši (1986)
- Preceptor (film) (1986)
- Zlá krev (seriál) (1986)
- Kde bydlí štěstí (1987)
- O podezíravém králi (1987)
- Hodinář (film) (1988)
- Svědek času (1988)
- Bizon (film) (1989)
- Dobrodružství kriminalistiky (seriál) (1989)
- Fubu (1989)
- Utopím si ho sám (1989)
- Všechny krásy života (1989)
- Zachýsek zvaný Rumělka (1990)
- Uzavřený pavilón (1991)
- Laskavý divák promine (seriál) (1993)
- Hříchy pro diváky detektivek (seriál) (1995)
- Hospoda (seriál) (seriál) (1996)
- Četnické humoresky (seriál) (1997)
- Isabela, vévodkyně Bourbonská (1999)
- Kameňák (film) (2002)
- Kameňák 2 (2003)
- Kameňák 3 (2004)
- Pojišťovna štěstí (seriál) (2004)
- Ordinace v růžové zahradě (seriál) (2005)
- Kriminálka Anděl (seriál) (2008)
- Vyprávěj (seriál) (2009)
- Četníci z Luhačovic (seriál) (2017)